# Jonas Lenn
Jonas Lenn est le pseudonyme d'Emmanuel Levilain-Clément, un écrivain de science-fiction de langue française, né le 4 août 1967 au Mans.
Il débute en publiant des nouvelles dans l'anthologie périodique Étoiles vives, puis dans de très nombreuses revues littéraires (Faëries, Galaxies, Salmigondis, Le Codex Atlanticus). Sa première publication professionnelle est une nouvelle : Le gaucho de Mars en 1997, chez Étoiles vives, no 1. 
Il collabore également à quelques anthologies. Ayant publié un premier roman de fantastique à La Clef d'Argent, il propose en 2006 avec Manhattan Stories un polar-SF consacré aux enquêtes du lieutenant Cairn, de la police d'un New York du futur proche.
À partir de 2009, il s'aventure dans la littérature jeunesse, aux éditions Mango.
Jonas Lenn a aussi été critique littéraire chez La Geste, Slash, Papivore, Faëries, Login, Ecrivains.org, Ténèbres, Bifrost, Yellow Submarine, etc.

## Processus de création
Jonas Lenn tente de s'approprier les mots et incorpore du vécu à de l'imaginaire. L'écriture l'aide dans la construction de son moi.

## Œuvres
- La Spirale de Lug (roman), La Clef d'Argent, 2005.
- Manhattan Stories (roman), Les moutons électriques, 2006; rééd. Lokomodo, 2012.
- Le Mausolée de chair (novelette), La Clef d'Argent, 2007.
- Le Livre des théophanies (recueil), Griffe d’Encre, 2008. Postface de Philippe Gindre.
- Sindbad le voyageur (roman), Mango, 2009.
- Kinshasa (roman), Mango, 2010.
- Captifs de Terroma ? (roman), La Clef d'Argent, 2011. Postface de Philippe Gindre.
- Crop circles et autres nouvelles (recueil), La Clef d'Argent, 2013. Préface de Jean-Pierre Andrevon.
- Palace Athéna (roman), Asgard, 2013.
- Notre-Dame de Minuit (roman), La Clef d'Argent, 2019.

## Traductions
Espagnol
- «Puerta al invierno» (revue Sable 1, Espagne, 2005). Traduction par Fermín Moreno González de «Une porte sur l'hiver» (revue Galaxies 16, mars 2000).
- «La sangre de los titanes» (revue Sable 2, Espagne, 2004). Traduction par Fermín Moreno González de «Le sang des titanides» (revue Faeries 6, février 2002).
- «De una vida a otra»  (revue Sable 5, Espagne, 2006). Traduction par Fermín Moreno González de «D'une vie l'autre» (anthologie Forces Obscures 3, éd. Naturellement, 2000, publiée sous le nom d'Emmanuel Levilain-Clément).
- El mausoleo de carne (La Clef d'Argent, 2011). Traduction par José Antonio Moreno González de Le mausolée de chair (La Clef d'Argent, 2007).
- «Adiós a Las Retamas» (revue Sable 8, Espagne, 2016). Traduction de «Adieux à Genêts» (anthologie Hyperfuturs, avril 2000, publiée sous le nom d'Emmanuel Levilain-Clément. Réédition dans le recueil Crop Circles, La Clef d'Argent, 2013).

Espéranto
- La karna maŭzoleo (La Clef d'Argent, 2010). Traduction par E. Desbrières, F. Desbrières, G. Martin et Saliko de Le mausolée de chair (La Clef d'Argent, 2007).

## Anthologies
- Détective de l'impossible (J'ai Lu).
- Emblèmes (L'Oxymore).
- Noires sœurs (L'Œil du Sphinx).
- Passés recomposés (Nestiveqnen).
- Moissons futures (La Découverte).
- Elric et la porte des mondes (Fleuve Noir).
- Bienvenue à l'I.E.A. (La Clef d'Argent).
- Sur les traces de Lovecraft (Volume 2) (Nestiveqnen).

## Prix et récompenses
- Prix Spécial du Festival Cyberfiction de Cannes en 1997.
- Prix Infini en 1998.
- Prix Imaginales de la nouvelle en 2002.
- 2 fois finaliste du Prix Alain Dorémieux.

## Adaptations au cinéma
- Une Porte sur l'hiver, court-métrage réalisé par Anatole Levilain-Clément en 2017, d'après la nouvelle Une Porte sur l'Hiver (2000)[2].